# Centrale nucleare di Narora
La centrale nucleare di Narora è una centrale nucleare indiana situata presso il Distretto di Bulandshahar, nello stato di Uttar Pradesh. La centrale è composta da due reattori di tipologia PHWR per 404 MW totali.